# Кукетов, Ермек Алпысбаевич
Ермек Алпысбаевич Кукетов (каз. Ермек Алпысбайұлы Көкетов; р. 8 июня 1982) — казахский борец греко-римского стиля, призёр чемпионата мира.

## Биография
Родился в 1982 году в Жана-Курганском районе Кзыл-Ординской области. В 2002 году завоевал серебряную медаль чемпионата Азии среди юниоров. В 2003 году занял 2-е место на кубке Азии. В 2004 году завоевал серебряную медаль Универсиады. В 2005 году стал бронзовым призёром чемпионата мира. В 2008 году завоевал бронзовую медаль чемпионата Азии.
В 2010—2011 годах был начальником отдела статистики Федерации борьбы Республики Казахстан. В 2011—2013 году был президентом кызылординского футбольного клуба «Кайсар».